# دریاچه هوه
دریاچه هوه (به لاتین: Hoh Nuur) یک دریاچه در مغولستان است که در استان دارناد واقع شده‌است.